# This Town (Dotan)
This Town è un singolo del cantante olandese Dotan, pubblicato il 7 febbraio 2011.

## Tracce
1. This Town – 4:30

## Classifiche
| Classifica (2011) | Posizione massima |
| ----------------- | ----------------- |
| Paesi Bassi       | 20                |